# Ficus ernanii
Ficus ernanii är en mullbärsväxtart som beskrevs av Carauta, Pederneir., P.P.Souza, A.F.P.Machado, M.D.M.Vianna och Romaniuc. Ficus ernanii ingår i släktet fikonsläktet, och familjen mullbärsväxter. Inga underarter finns listade i Catalogue of Life.